# Epomophorus minimus
Epomophorus minimus är en däggdjursart som beskrevs av Carl J. Claessen och De Vree 1991. Epomophorus minimus ingår i släktet Epomophorus och familjen flyghundar. IUCN kategoriserar arten globalt som livskraftig. Inga underarter finns listade.
Arten når en kroppslängd (huvud och bål) av 96 till 115 mm och en underarmlängd av 54 till 67 mm. Den saknar svans. Pälsen är allmänt ljus rödbrun. Framför och bakom varje öra finns en vit fläck. På hannarnas axlar förekommer tofsar som påminner om epåletter.
Denna flyghund förekommer med flera från varandra skilda populationer i östra Afrika. Utbredningsområdet sträcker sig från Etiopien och Somalia till Uganda och norra Tanzania. Arten vistas i torra savanner.
Djuret har troligen samma levnadssätt som Epomophorus labiatus. I gamla avhandlingar kan det finnas sammanblandningar av dessa två arter.